# 정사효
정사효(鄭思孝, 1665년 ~ 1730년)는 조선 후기의 문신이다. 자는 자원(子源)이고 본관은 온양(溫陽)이다. 강원도관찰사, 승지, 전라도관찰사 등을 역임했다.

## 생애
1665년 정유악의 아들로 태어났다. 1683년 진사가 되고, 1689년 증광문과에 병과로 급제하였다. 1692년 세자시강원설서, 이듬해 사헌부지평이 되었다. 
1697년 중시문과에 장원으로 급제한 뒤 여러 관직을 두루 거치고, 1723년 강원도관찰사가 되었으며, 이듬해 승지를 거쳐 1727년에 전라도관찰사가 되었다. 
1728년 이인좌의 난에 관련되어 파직당한 뒤 하옥되어 국문을 받던 중 장살당하였다.

## 가족 관계
- 증조부 : 정환(鄭晥)
  - 할아버지 : 필서 정뇌경(鄭雷卿)
    - 아버지 : 형조판서 정유악(鄭維岳)
    - 어머니 : 이시매(李時楳)의 딸
      - 서동생 : 정사공(鄭思恭)

## 참고 자료
- 숙종실록(肅宗實錄)
- 경종실록(景宗實錄)
- 영조실록(英祖實錄)
- 국조방목(國朝榜目)